# Vápenná
Vápenná (do 1949 Zighartice, niem. Setzdorf) – wieś i gmina w Czechach, w kraju ołomunieckim (czes. Olomoucký kraj), w okresie Jeseník.
Górska miejscowość o walorach letniskowych, położona w Žulovskiej pahorkatinie (pol. Przedgórze Paczkowskie) na wysokości 411 m n.p.m. u wschodniego podnóża Rychlebskich hor (pol. Góry Złote). We wsi znajduje się parafialny kościół barokowy, jednonawowy pod wezwaniem św. Filipa z 1781 r. oraz groby siedmiu ofiar strajku frywaldowskiego. Wieś zajmuje obszar 3677 ha, mieszka w niej 1360 mieszkańców. W pobliżu wsi znajduje się wiele lejów krasowych oraz wywierzysko i nieczynny zatopiony, wielki, tarasowy kamieniołom wapienia, w którym urządzono kąpielisko. W latach klęski głodu i nieurodzaju (1845-1849 r.) miała miejsce wielka emigracja mieszkańców wsi do Ameryki.

## Podział

### części gminy
- Polka
- Vápenná

### gminy katastralne
- Vápenná (3677,3 ha)

## Komunikacja
Przez wieś przebiegają:
- linia kolejowa Lipová Lázně – Javorník ve Slezsku
- droga krajowa nr 60